# Marian Łodyński
Marian Tadeusz Witold Łodyński ps. „Tadeusz” (ur. 5 lipca 1884 w Cle, zm. 7 września 1972 w Warszawie) – polski historyk, bibliotekarz, podpułkownik administracji Wojska Polskiego.

## Życiorys

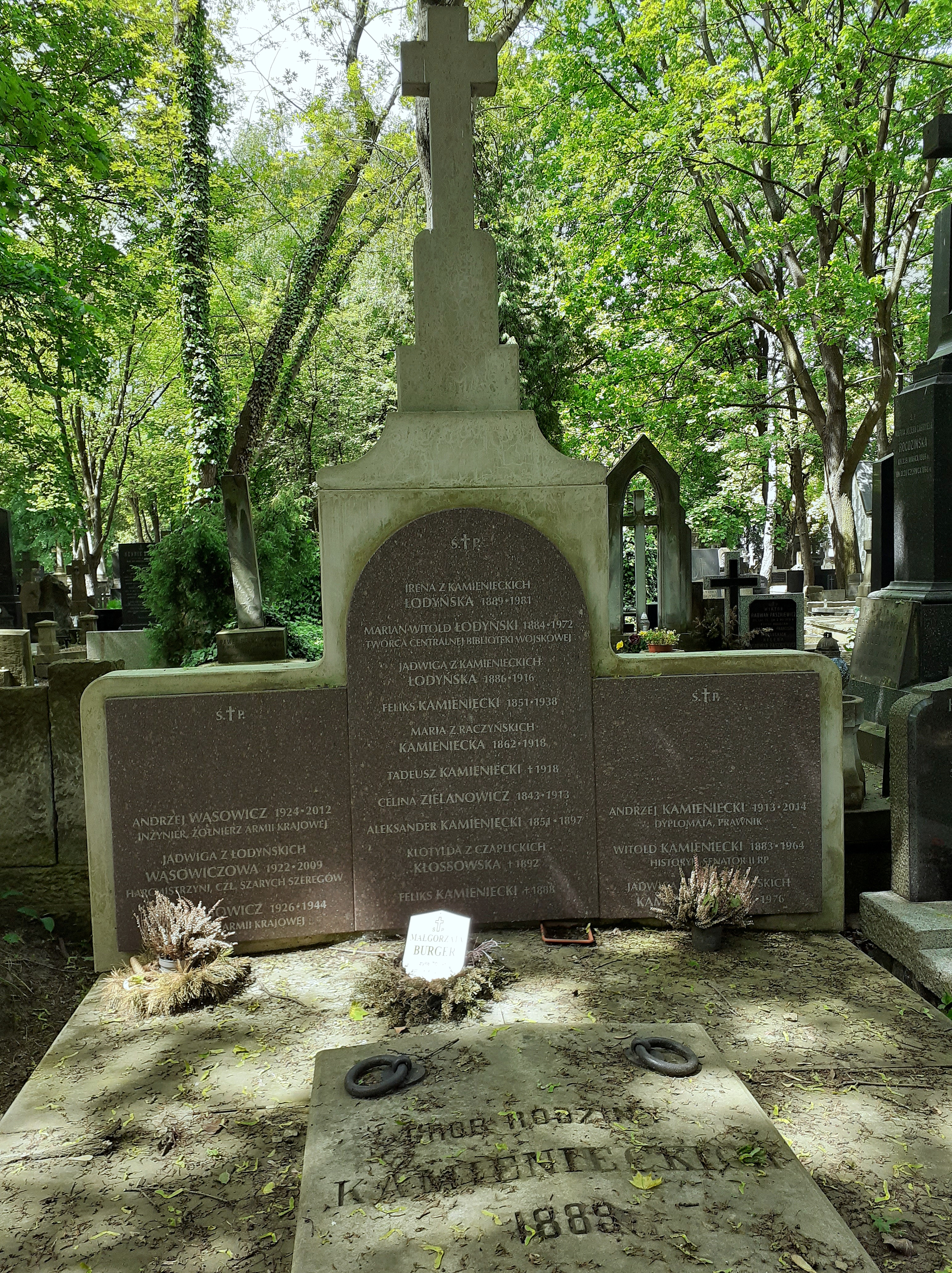
Grobowiec rodzinny Mariana Łodyńskiego

Urodził się 5 lipca 1884 w rodzinie Tadeusza i Zdzisławy ze Strzeleckich. Ukończył studia historyczne z tytułem naukowym doktora. Po zakończeniu I wojny światowej i odzyskaniu przez Polskę niepodległości wstąpił do Wojska Polskiego. W stopniu porucznika 2 maja 1919 został mianowany dyrektorem Biblioteki Instytutu Historyczno-Wojskowego w Warszawie, 13 czerwca tego samego roku przekształconej w Centralną Bibliotekę Wojskową. Został awansowany na stopień podpułkownika piechoty ze starszeństwem z dniem 1 czerwca 1919. Jako oficer nadetatowy 12 pułku piechoty w latach 20. był szefem wydziału w Wojskowym Instytucie Naukowo-Wydawniczym. W 1934 jako podpułkownik administracji przeniesiony w stan spoczynku pozostawał wówczas w ewidencji Powiatowej Komendy Uzupełnień Warszawa Miasto III.
21 sierpnia 1926 przedstawił program organizacji bibliotek wojskowych. Stanowisko dyrektora CBW pełnił do 1933 roku (jego następcą został mjr Jan Niezgoda), następnie pełnił funkcję wicedyrektora Biblioteki Narodowej od roku 1935 do 1938. Jako pracownik kontraktowy został zwolniony ze stanowiska zastępcy dyrektora Biblioteki Narodowej Józefa Piłsudskiego z dniem 30 czerwca 1938.
Podczas II wojny światowej został żołnierzem Armii Krajowej, działając pod pseudonimem „Tadeusz”. 29 czerwca 1943 Komendant Główny AK gen. Stefan Rowecki „Grot” powierzył mu zadanie „odbudowy Centralnej Biblioteki Wojskowej wraz ze wszystkimi bibliotekami DOK”, po czym w roku 1944 Łodyński opracował Podręcznik bibliotekarski polskiego bibliotekarza wojskowego. Pod koniec 1944 roku, po upadku powstania warszawskiego, działał w Pruszkowie w celu zabezpieczania zbiorów bibliotek warszawskich (akcją kierował Stanisław Lorentz).
Po wojnie ponownie był wicedyrektorem Biblioteki Narodowej od 1945 do 1948 roku. Od 1954 do 1968 roku był kierownikiem prac dotyczących centralnego katalogu zbiorów kartograficznych w Instytucie Geografii PAN. W 1957 roku uzyskał tytuł naukowy profesora.
Publikował prace w zakresie historii bibliotek wojskowych, szkolnych i naukowych. Był jednym z autorów na łamach „Przeglądu Bibliotecznego”.
Został pochowany na cmentarzu Stare Powązki w Warszawie (kwatera 65-3-19/20). Jego żoną była Irena z domu Kamieniecka (1889–1981).

## Upamiętnienie
25 czerwca 1999 podczas obchodów jubileuszu 80-lecia CBW nowa aula została nazwana imieniem płk. prof. dr. Mariana Łodyńskiego.

## Publikacje

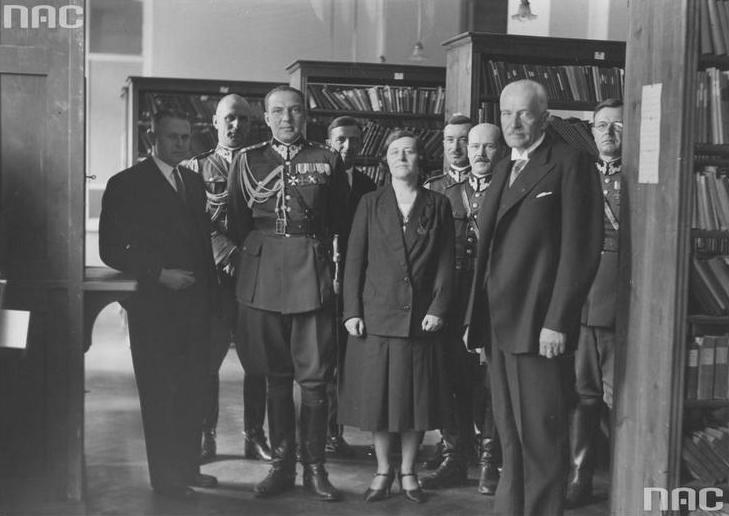
Spotkanie pracowników Centralnej Biblioteki Wojskowej z Prezydentem RP Ignacym Mościckim w 1931 r. Od lewej Bronisław Hełczyński – szef Kancelarii Cywilnej Prezydenta RP, płk Jan Głogowski (na prawo za B. Hełczyńskim) – szef Gabinetu Wojskowego Prezydenta RP, ppłk Włodzimierz Ludwig – zastępca szefa Oddziału III Sztabu Głównego, dr Adam Lewak (w głębi) – kierownik Oddziału rękopisów raperswilskich CBW), dr Halina Siemieńska – Oddział Polskiego Archiwum Wojennego, por. Władysław Krotkiewski – adiutant Prezydenta Ignacego Mościckiego, ppłk dr Marian Łodyński – dyrektor CBW, Prezydent RP prof. Ignacy Mościcki, mjr Jan Niezgoda – wicedyrektor CBW

- Dokument „Dagome Iudex” a „kwestya sardyńska” w XI wieku (1911)[14]
- Polityka Henryka Brodatego i jego syna w latach 1232–1241 (1912)[15]
- Falsyfikaty wśród dokumentów biskupstwa Płockiego w XIII wieku : studyum historyczno-dyplomatyczne (1916)[16]
- Uzależnienie Polski od papiestwa a kanonizacja św. Stanisława (1918)[17]
- Organizacja bibliotek wojskowych w świetle rozkazów Ministerstwa Spraw Wojskowych (1921)[18]
- Les Bibliothèques militaires modernes (1926)
- Pro Memoria (1926)[19]
- Historia wojskowa w programie szkolnym (1926)[20]
- Polskie bibliotekarstwo wojskowe jako odrębna gałąź ogólnego bibliotekarstwa (1926)[21]
- Nowoczesne bibliotekarstwo wojskowe (1927)[22]
- Biblioteka Szkoły Rycerskiej 1767–94 (1930)
- Dwie biblioteki narodowe (1928)[23]
- Podręcznik bibliotekarski dla kierowników bibliotek wojskowych (1929)[3]
- Katalog działowy bibliotek wojskowych (1929)[24]
- Karta z dziejów polskich bibljotek kawaleryjskich (1929)[25]
- Wojsko a nauka i sztuka (1930)[26]
- Instrukcja dla porządkowania druków ulotnych Polskiego Archiwum Wojennego (1930)[27]
- Katalogowanie i inwentaryzowanie wydawnictw kartograficznych (Projekt instrukcji) (1931)[28]
- Zagadnienie dubletów w reformie bibljotecznej Komisji Edukacji Narodowej (1934)[29]
- Zagadnienia dubletów w reformie bibljotecznej Komisji Edukacji Narodowej (1934)[30]
- U kolebki polskiej polityki bibliotecznej (1774–1794) (1935)
- Biblioteka Rzeczypospolitej im. Załuskich (1935)[31]
- Z dziejów „Biblioteki Rzeczypospolitej Załuskich zwanej” (1935)[32]
- U kolebki polskiej polityki bibljotecznej: (1774–1794) (1935)[33]
- Projekt sprawozdania rocznego z czynności Biblioteki Narodowej Józefa Piłsudskiego w r. 1936 (1937)[34]
- Nowe ramy organizacyjne polskich bibliotek wojskowych (1937)[35]
- Biblioteka a państwo: (pierwsze ćwierćwiecze Deutsche Bücherei) (1939)[36]
- Podręcznik bibliotekarski polskiego bibliotekarza wojskowego (1944)[3]
- Hugo Kołłątaj a bibliotekarstwo polskie (1952)[37]
- Biblioteki i polityka biblioteczna w związku z potrzebami nauki (1947)[38]
- Zagadnienie „Biblioteki Narodowej” w Polsce i zagranicą (1948)[39]
- Pierwszy polski projekt „Generalnej Dyrekcji Bibliotek” (1956)[40]
- Materiały do dziejów państwowej polityki bibliotecznej w Księstwie Warszawskim i Królestwie Polskim 1807–31 (1958)[41]
- Wpływ wytycznych Komisji Edukacji Narodowej na państwową politykę biblioteczną Księstwa Warszawskiego i Królestwa Polskiego: (1807–1831) (1961)[42]
- Katalog atlasów i dzieł geograficznych 1482–1800 (1961)
- Katalog atlasów 1801–1919 (1965)[43]
- Centralny katalog zbiorów kartograficznych w Polsce (1961[44], 1965[45], 1968[46][47])
- Okupacyjne dzieje Biblioteki Krasińskich (1970)[48]
- Pruszkowska akcja zabezpieczania warszawskich zbiorów bibliotecznych (1944–1945): wspomnienia uczestnika akcji (1970)[49]

## Ordery i odznaczenia
- Krzyż Oficerski Orderu Odrodzenia Polski – 2 maja 1923 „w uznaniu zasług, położonych dla Rzeczypospolitej Polskiej na polu administracji wojskowej”[50][51][52]
- Krzyż Walecznych trzykrotnie (przed 1923)
- Medal Niepodległości – 27 czerwca 1938 „za pracę w dziele odzyskania niepodległości”[53][1]
- Srebrny Wawrzyn Akademicki – 5 listopada 1938[54]
- Krzyż Oficerski Orderu Palm Akademickich – 1924[55], udekorowany 1925[56]